# Herbalife
Herbalife International Inc. (HLF) je globální společnost působící v oblasti výživy. HLF vyvíjí a prodává doplňky stravy, doplňky k regulaci hmotnosti, sportovní výživu a kosmetické výrobky. HLF byla založena Markem R. Hughesem v roce 1980. Celosvětově HLF působí v 94 zemích prostřednictvím sítě přibližně 3,2 milionu nezávislých distributorů, zaměstnává přibližně 8000 pracovníků. Obchodně byla zapsána na Kajmanských ostrovech s korporátní centrálou v Los Angeles.
Společnost byla často předmětem kritiky, jak ze strany medií, tak veřejnost. Mezi jinými, také manažerem hedgeových fondů Billem Ackmanem z Pershing Square Capital, který tvrdil, že HLF provozuje „sofistikované pyramidové schéma". Byl znám tím, že vsadil 1 miliardu dolarů v tzv. krátkém prodeji s akciemi společnosti. V listopadu 2017 uzavřel hedgeový fond Billa Ackmana své krátké obchodování s akciemi HLF.
Společnost souhlasila s tím, že „zásadně restrukturalizuje" své podnikání a zaplatí pokutu ve výši 200 milionů dolarů v rámci dohody z roku 2016, kterou uzavřela s americkou Federální obchodní komisí (FTC), kdy byla obviněna, že její podnikání je vlastně pyramidový systém. FTC v tiskové zprávě o vyrovnání uvedla: „Je prakticky nemožné vydělávat peníze na produktech Herbalife.“

## Historie

Herbalife Nutrition Formula 1

V únoru 1980 začal Mark R. Hughes prodávat z kufru svého auta produkt pro regulaci hmotnosti, který byl znám jako Formula 1. Hughes často říkal, že myšlenka tohoto produktu a programu na regulaci hmotnosti vycházela ze příběhu jeho matky, která se snažila o udržení váhy, a jejíž předčasná smrt byla způsobena nevyváženou stravou a nesprávnému přístupu k hubnutí. Podle jedné internetové stránky, a nahrávky ze semináře Marka R. Hughese, bylo cílem HLF změnit stravovací návyky lidí po celém světě. Prvním produktem byl tedy proteinový koktejl Formula 1, který pomáhal lidem změnit jejich hmotnost. Hughes založil svou společnost na modelu přímého prodeje, přesněji multi-level marketingu. V roce 1982 společnost HLF obdržela od Úřadu pro kontrolu potraviny a léčiva stížnost pro klamná tvrzení o účincích produktů HLF. V důsledku této stížností společnost upravila své složení výrobků a přeformulovala popis výrobku.
Kanadské Ministerstvo spravedlnosti podalo v roce 1984 na společnost trestní oznámení za zavádějící zdravotní tvrzení v reklamě.
Do roku 1985 byla společnost považována časopisem Inc. za nejrychleji rostoucí soukromou společnost v Americe. Zejména poté, co její tržby za posledních pět let vzrostly z 386 tisíc dolarů na 423 milionů dolarů. Ten stejný rok, Kalifornský generální prokurátor zažaloval společnost za klamná tvrzení o účinnosti svých produktů. V důsledku žaloby společnost zaznamenala pokles tržeb a v květnu 1985 byla nucena propustit téměř 800 zaměstnanců. Společnost se dohodla na vyrovnání ve výši 850 000 dolarů, bez přiznání protiprávního jednání, a zastavila prodej dvou výrobků.
V roce 1986 se společnost HLF stala veřejně obchodovanou společností, její akcie byly obchodovatelné na burze NASDAQ pod zkratkou HLF. Došlo k přejmenování společnosti na Herbalife International Inc. V důsledku negativní publicity z předchozího soudního procesu společnost vygenerovala ztrátu ve výši 3 miliónu dolarů.

Logo společnosti v Ruské federaci.

V roce 1988 společnost rozšířila svou působnost do Japonska, Španělska, Nového Zélandu, Izraele a Mexika. V roce 1991 měla HLF celosvětový prodej ve výši 191 milionů dolarů. V roce 1993 vydala společnost druhou emisi akcií ve výši pěti milionů kusů. V roce 1995 společnost uvedla na trh kosmetickou řadu osobní péče, která zahrnovala mimo jiné také vůně a přípravky na čištění obličeje. V roce 1996 společnost rozšířila svou působnost do 32 zemí. Polovinu celkových tržeb představoval mezinárodní prodej. V roce 1997 byla společnost žalována u občanského soudu dvěma bývalými distributory za srážku v provizích.
V roce 1999 se Mark Hughes pokusil převzít zpět kontrolu nad společností nákupem akciím, když tvrdil, že Wall Street znehodnocuje hodnotu společnosti. Správní rada schválila nabídku na odkup, akcionáři společnosti podali proti firmě žalobu, protože se domnívali, že cena akcií, kterou jim správní rada nabídla, byla neadekvátní. Hughes nakonec upustil od převzetí společnosti a urovnal s akcionáři vztahy. Dne 20. května 2000 Mark Hughes zemřel ve věku 44 let. Po jeho smrti, až do října 2001 vedl společnost Christopher Pair.
V polovině roku 2000 společnost modernizovala svá výrobní zařízení, vlastní výroba představovala 60 %. Došlo ke změněně způsobu prodeje výrobků distributorům.
V roce 2002 byla společnost HLF koupena za 685 milionů dolarů dvěma společnostmi J.H. Whitney & Company a Golden Gate Capital. Současně byl z produktů odstraněn efedrin rostlinného původu, poté co byl tento preparát zakázán v několika státech v USA. V dubnu 2003 nastoupil do vedení Michael O. Johnson, jako generální ředitel. Před HLF byl 17 let ve vedení společnosti The Walt Disney Company. 16. prosince 2004 byla vydána první emise akcí na burze NYSE. Jednalo se o emisi 14 500 000 základních akcií v hodnotě 14 dolarů na akcii V roce 2004 by oznámeny celosvětové tržby ve výši 1,3 miliardy dolarů
Dne 9. dubna 2013 byla ukončena smlouva s dlouhodobým auditorem společnosti, se společností KPMG, když došlo k zjištění, že auditoři během hry golfu poskytují informace třetím stranám. Mimo informací o HLF, došlo také k prozrazení interních údajů o společnosti Skechers a několika dalších. Novou auditorskou společností se 21. května 2013 stala společnost PricewaterhouseCoopers.
V březnu 2014 byla společnost HLF vyšetřována Federální obchodní komisí USA a státem Illinois. Dne 7. května 2014 společnost oznámila, že uzavřela dohodu s Bank of America Merrill Lynch o zpětném odkupu svých akcií ve výši 266 milionů dolarů. V červenci 2016 HLF uzavřela dohodu s FTC. Součásti dohody byla změna obchodního modelu a úhrada 200 milionů dolarů svým distributorům.
V listopadu 2016 společnost oznámila, že výkonný ředitel společnosti Richard Goudis převzal pozici generálního ředitele, s účinností od června 2017 a Michael O. Johnson přejde do představenstva. V srpnu 2017 společnost oznámila, že odkoupí své akcie v hodnotě až 600 milionů dolarů. Dne 25. dubna 2018 společnost HLF oznámila, že změnila své jméno z Herbalife Ltd. na Herbalife Nutrition Ltd., společnost také oznámila, že její akcionáři schválili sloučení dvou akcií na jednu.

### Sponzorství

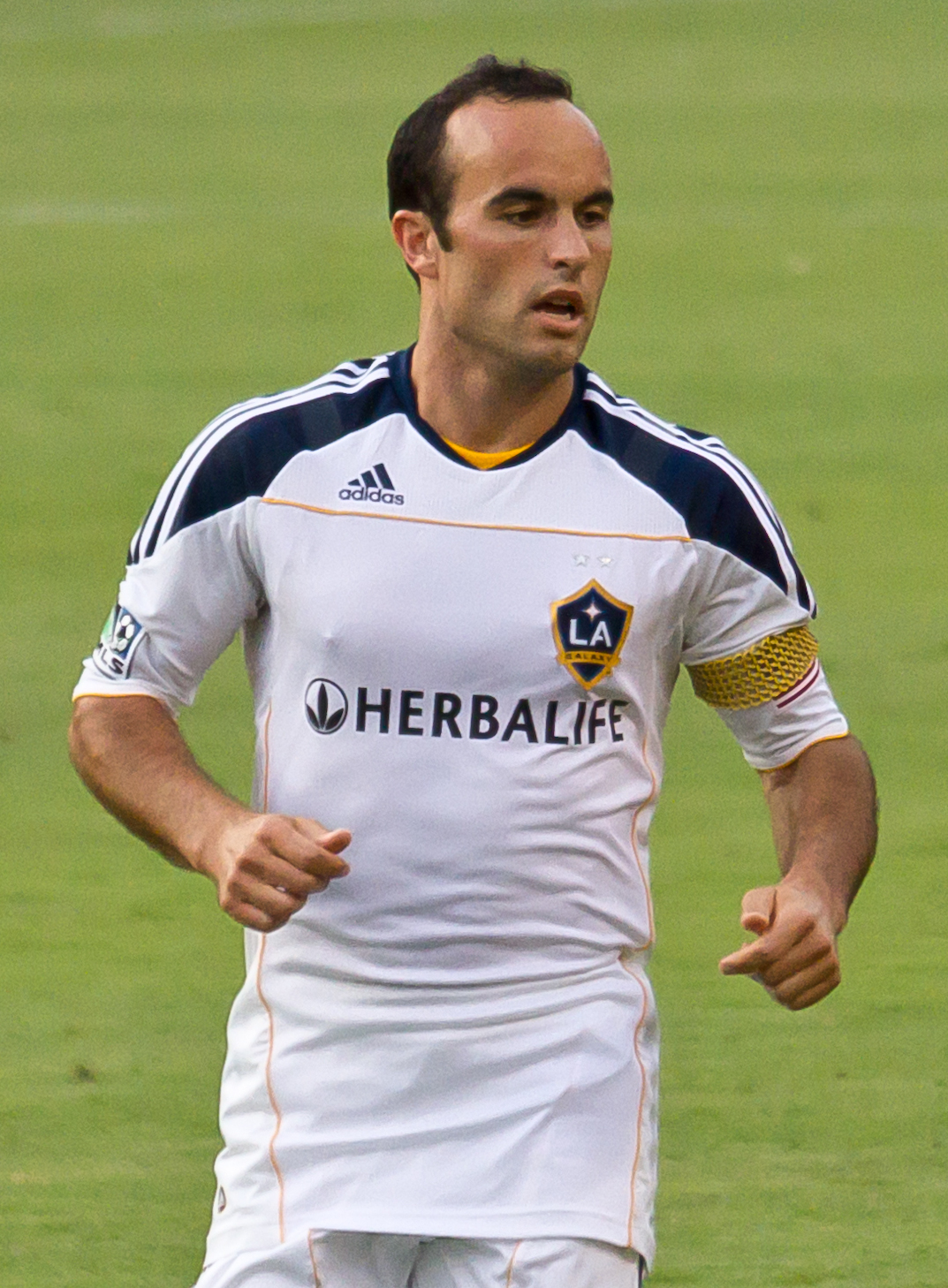
Landon Donovan, hráč Los Angeles Galaxy.

#### Sport
Společnost HLF sponzoroval od roku 2007 Francouzský mužský národní volejbalový tým a fotbalový klub Los Angeles Galaxy. Od roku 2013 sponzorovala Cristiana Ronalda. V letech 2010 až 2013 sponzorovala FC Barcelona a Lionela Messiho. HLF od roku 2012 sponzorovala basketbalový klub CB Gran Canaria.

#### Herbalife Nutrition Foundation a program Casa Herbalife
HLF podporuje charitativní organizace skrze svou nadaci Herbalife Nutrition Foundation (HNF). Tato nadace je neziskovou organizací. Skrze program Casa Herbalife poskytuje ročně přes 2,6 milionů dolarů na financování a dobrovolnickou činnost více než 130 organizacím po celém světě. Příklady podporovaných projektů:
- Dětský domov vybudovaný v Brazílii: Casa Herbalife
- Družstvo v Brazílii: Associaçao Case Da Criança De Santos
- Komunitní centrum v jižním Los Angeles: Home
- Dětský domov v Atlantě: Atlanta Children's Shelter
- Dětský domov v Budapešti: Aga
- Společnost pro dítě v Singapuru: Singapore Children’s Society
- Komunitní centrum v Kobe, v Japonsku: Kobe Jitsugyo Gakuin
- Družstvo v Santiagu, Chile: Korporace NAIM
- Komunitní centrum v Malajsii: Rumah Bakti Hulu Kelang (RBHK)
- Dětské centrum ve Zlíně: Dětské centrum Zlín

Nadace HNF spolu s HLF darovala 400 000 dolarů Americkému Červenému kříži na pomoc obětem hurikánů Katrina, Rita a Sandy. Červený kříž využil tohoto daru k zakoupení potravin, poskytnutí přístřeší, naléhavou finanční podporu, na zdravotnické služby jak v oblasti přímého fyzického ošetření, tak v případě psychické podpory. Vybrané prostředky byly poskytnuty organizacím: Save the Children a SOS Children's Villages.

## Produkty

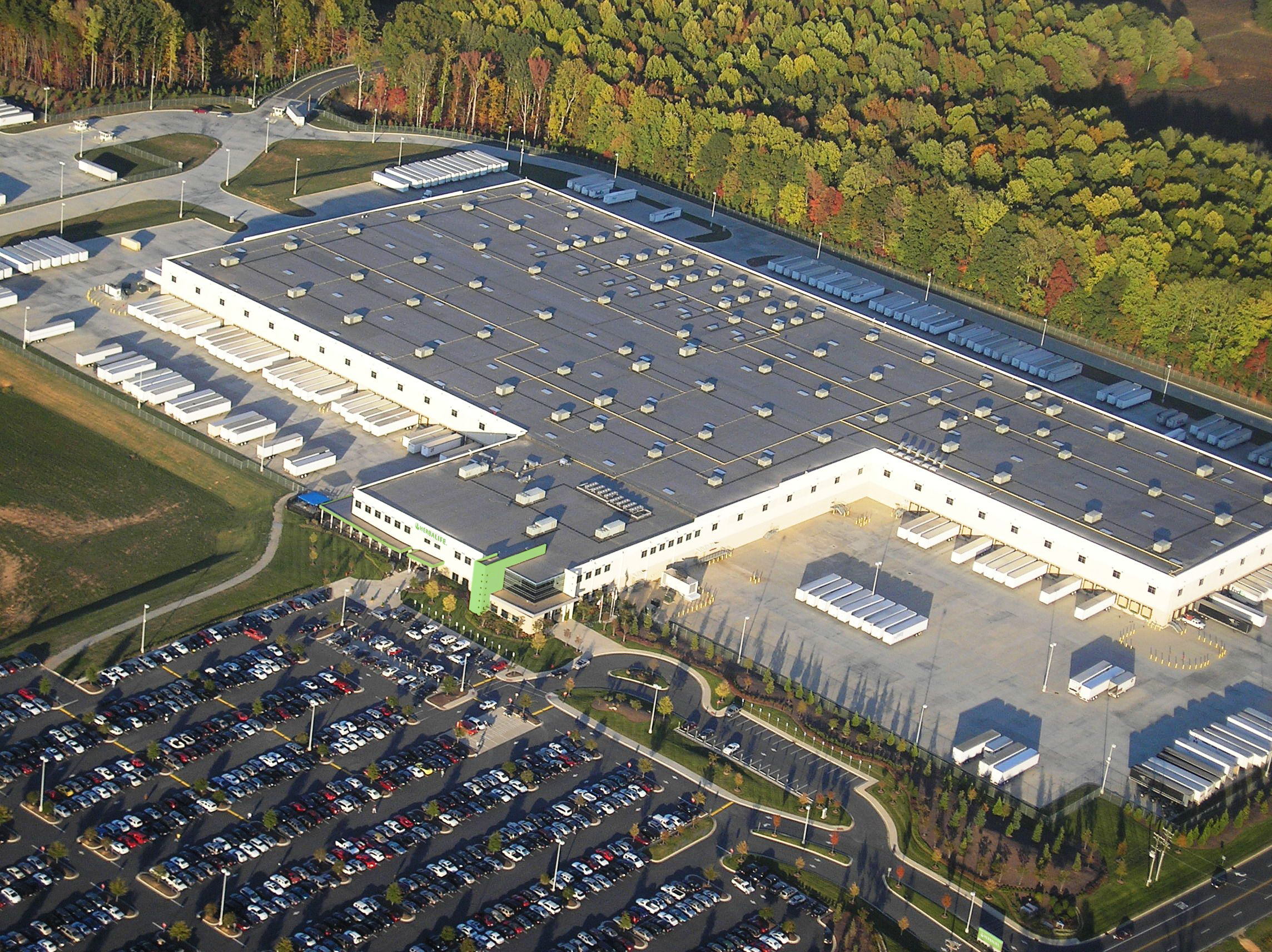
Výrobní závod společnosti v Winston-Salem, Severní Karolína

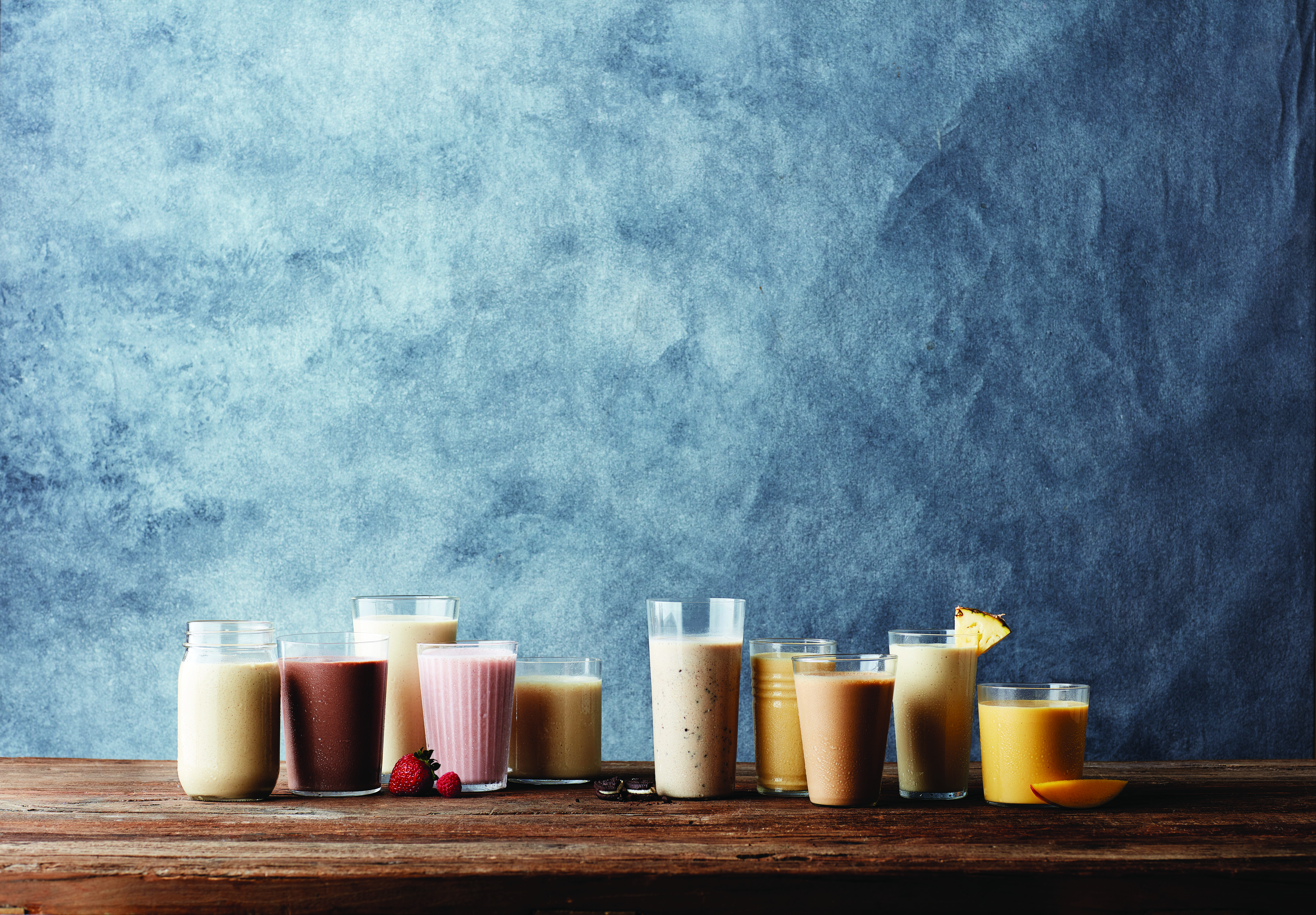
Řada produktů Herbalife Nutrition. Proteinový koktejl Formule 1 je v několika příchutích: Čokoláda, Tropic Koktejl, Jahoda, Vanilka, Cookies a cream, Karamel - jablko - skořice, Máta a čokoláda s křupinkami, Pikantní jablko, Maliny a borůvky, Banán.

K základním produktům HLF patří od vzniku společnosti potravinové doplňky zvláštní výživy se zaměřením na redukci hmotnosti a proteinové koktejly. Postupně byla nabídka rozšířena o: proteinové tyčinky, čaje, aloe drinky, vitamíny a doplňky pro sport se zaměřením na hydrataci, doplnění energie a kosmetické výrobky.
Původním produktem společnosti byl proteinový koktejl Formule 1, jako náhrada jídla na bázi sóji. Produkt debutoval v roce 1980 a v roce 2015 byl nejprodávanějším produktem společnosti, s téměř 30% celkových tržeb. Některé produkty jsou vyráběny jako vegetariánské, košer, bez alergenů, nebo halal.
Produkty společnosti HLF jsou vyráběny v pěti výrobních závodech společnosti v USA, v Číně a u partnerských společností. Výrobní proces společnosti je založen na strategii „od osiva ke konzumaci“, kterou společnost zahájila v roce 2010 a umožňuje jí sledovat, kde se pěstují, ev.. vznikají jednotlivé složky pro jejich produkty. Od roku 2013 společnost provozuje plantáže v Čchang-ša, odkud získává značnou část rostlinných surovin. V tomto zařízení se vyrábí rostlinné extrakty, včetně čajů, guarany, heřmánku, brokolice a borůvek, které jsou využívány v mnoha produktech. Před zpracováním extraktů dojde k jejich evidenci v botanickém identifikačním programu a během výrobního procesu se pak také několikrát testují. Zpracované suroviny ze zařízení jsou využívány ve všech výrobních závodech společnosti i také výrobních závodech jejích partnerů. Od roku 2015 bylo 58 procent produktů společnosti vyrobeno ve výrobních společnostech patřících pod HLF.
V Číně se výrobní závody nacházejí v Su-čou, Nankingu. V USA má společnost výrobní závody v Lake Forest v Kalifornii a Winston-Salem v Severní Karolíně.
Tvrzení společnosti HLF o zdravotních přínosech plynoucí z jejích produktů, se setkaly s kontrolou ze strany lékařské komunity, spotřebitelů a vládních agentur.
V roce 2008 byla HLF žalována poté, co laboratorní testy ukázaly, že hladiny olova byla v některých produktech vyšší, než povolují zákony státu Kalifornie a mohly by vést při dlouhodobé konzumaci k onemocnění jater. Společnost si objednala vlastní laboratorní testy a zjistila, že tyto výrobky neobsahují tak vysoké množství olova, které by vyžadovalo zvláštní označení.

### Poradní sbor pro výživu
HLF má vlastní Poradní sbor pro výživu (Nutrition Advisory Board, NAB). Členy poradního sboru byli:
- Rocio Medina, M.D., Viceprezident celosvětového školení o výživě
- Lou Ignarro, Ph.D., Laureát Nobelovy ceny za medicínu (Vedení Nobelovy nadace nemá žádnou vazbu s HLF a nesleduje, neschvaluje ani neschvaluje produkty HLF)
- Gary Small, M.D., autor vědeckých studií a profesor psychiatrie a biologických behaviorálních věd

V České republice poradní sbor zastupoval vedoucí metabolické JIP, na 2. interní klinice a Centra výživy Fakultní Thomayerovy nemocnice v Praze Doc. MUDr. Pavel Kohout, PhD. Dnes společnosti v a jejím zákazníkům České republice a na Slovensku radí MUDr. Boris Bajer.

### Produkty a podezření na souvislost s jaterním onemocněním
V roce 2004 zahájil izraelský ministr zdravotnictví vyšetřování společnosti poté, co bylo zjištěno, že čtyři osoby užívající přípravky HLF mají problémy s játry.
HLF byla obviněn z prodeje výrobků obsahujících toxické přísady jako např. Qua-qua, Kompri a Kraska. Produkty byly odeslány do Bio-Medical Research Design LTD (B.R.D), do soukromé americké laboratoře a do izraelské laboratoře forenzního výzkumu. Studie financovaná izraelským ministerstvem zdravotnictví dospěla k závěru, že kauzální vztah byl doložen důkazy, které zahrnovaly časovou souvislost mezi expozicí přípravkům HLF a rozvojem poškození jater, negativním hodnocením jiných potenciálních příčin jaterního poškození, normalizace funkce jater při přerušení užívání přípravku HLF a návratu příznaků poškození jater u tří pacientů, kteří po zotavení pokračovali v užívání přípravků HLF. Společnost stáhla výrobek, který byl uveden na trh pouze v Izraeli. Záznamy HLF na formuláři SEC 10-Q uvádějí, že izraelské ministerstvo zdravotnictví neprokázalo příčinnou souvislost mezi produktem a onemocněním jater. Izraelské ministerstvo zdravotnictví doporučovalo osobám se sníženou funkcí jater, aby se vyhnuli veškerým doplňkům stravy. V roce 2009 žalovala nejmenovaná izraelská žena HLF a společnost HLF Israel, kdy tvrdila, že její poškození jater bylo způsobeno použitím přípravků HLF.
Vědecké studie, které v roce 2007 provedli lékaři ve Fakultní nemocnici ve švýcarském Bernu a v univerzitní nemocnici v Hadase, zjistily souvislost mezi konzumací přípravků HLF a hepatitidou. V reakcí na toto prohlášení španělské ministerstvo zdravotnictví vydalo zprávu s žádostí o obezřetnosti při konzumaci produktů HLF. Společnost uvedla, že plně spolupracuje se španělskými orgány. Po vyšetřování agentura zjistila, že vlastně nebylo vyžadováno žádné prohlášení o opatření a zpráva byla odstraněna.
Nemocnice v Izraeli, Španělsku, Švýcarsku, na Islandu, v Argentině a ve Spojených státech hlásily poškození jater u řady pacientů, kteří užívali přípravky HLF. Někteří pacienti se zotavili poté, co přestali užívat přípravky, zatímco v jiných nemoc pokračovala a dva pacienti zemřeli. Několik odborníků si byli „jistí“, že produkty HLF byly příčinou pozorovaného onemocnění jater z důvodu pozitivní recidivy, zatímco většina zbývajících případů byla hodnocena jako „pravděpodobná“ příčina. Zaměstnanci HLF tvrdili, že neexistuje žádný skutečný a definitivní důkaz, že přípravky HLF způsobují hepatotoxicitu nebo jiné jaterní problémy.
V lednu 2009 dospěl Vědecký výbor Španělské agentury pro bezpečnost potravin a výživu (AESAN) ke stejnému závěru. Po přezkoumání případů, které měly souvislost s produkty HLF, tedy ty ve Španělsku, Švýcarsku, Izraeli, Finsku, Francii, Itálii, na Islandu a v Portugalsku, vydala dvanáctičlenná vědecká komise zprávu, ve které dospěla k závěru: „Analýzy těchto případů a informací o jejich okolnostech nám neumožnily prokázat příčinnou souvislost mezi anomáliemi onemocnění jater a doplňky stravy HLF." Vědecká komise přisoudila tyto případy metabolickým změnám v důsledku nadměrné a neřízené diety. Nicméně ani Americká asociace pro studium jaterních nemocí ve své studii z roku 2005 o léčbě akutního selhání jater, ani studie z roku 2013 v New England Journal of Medicine neuvedla souvislost mezi příčinou akutních příhod. tedy souvislost mezi nadměrnou dietou a selháním jater.
Recenzovaná studie publikovaná v červenci 2013 ve World Journal of Hepatology znovu prozkoumala známé případy hepatoxicity, které byly dříve spojeny se spotřebou přípravků HLF a dospěla k závěru, že kauzalita byla pravděpodobná jen u 1 případu, jako nepravděpodobná a vyloučená v ostatních případech. Takže příčinné souvislost byly mnohem nižší, než bylo dosud sděleno. V samostatném přezkumu publikovaném v roce 2012 popsal stejný autor vztah mezi přípravky HLF a hlášenými případy hepatotoxicity. jako „vysoce pravděpodobný".

## Obchodní model

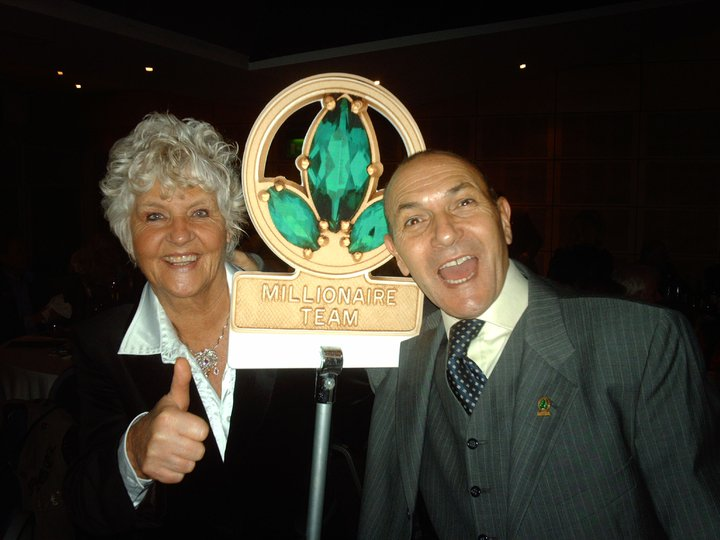
Herbalife Millionaire Team

HLF je obchodní společnost, s vlastním výrobním programem, která distribuuje své výrobky prostřednictvím multilevel marketingu. Na základě vyšetřování FTC v roce 2016, byla společnost povinna prokázat, že alespoň 80% jejího prodeje byla doručena zákazníkům, kteří byli mimo distribuční síť, tedy maloobchodním zákazníkům. Distributoři byli zodpovědní za poskytnutí informací o zisku z prodeje a byli dokazování, zda mají maloobchodní zákazníky. V následné dohodě o narovnání obchodního modelu, FTC vyžadovala, aby distributoři měli dvě třetiny svých odměn na základě objemu maloobchodního prodeje produktů HLF. Společnost byla rovněž povinna prokázat jak rozlišuje registrace těch, kteří se registrují ke společnosti jen za účelem levnějšího nákupu výrobků a těmi, kteří se registrují jako distributoři, kteří chtějí dále prodávat výrobky a budovat MLM síť. Kupující se slevou pak nemají nárok na získání odměny, a rovněž nemohou dál prodávat produkty. HLF byla rovněž povinna umožnit třetí straně přístup k datům, aby je mohla sledovat po dobu sedmi let a průběžně je vyhodnocovat.
Kritici společnosti tvrdili, že obchodní model byl provozován jako pyramidové schéma. Kritici také argumentovali tím, že společnost nevyvíjela dostatečné úsilí, aby omezila zneužívání obchodního jednotlivými distributory, toto obvinění společnosti odmítla. HLF je členem Sdružení přímého prodeje, a to ve většině zemí, ve kterých působí.
V minulosti se vedení společnosti domnívalo, že klíčovým parametrem byl počet distributorů a doba, po kterou byli distributory, což uváděla i ve svých finančních výkazech. V únoru každého roku byli distributoři, kteří v předchozích 12 měsících nesplnili kvalifikační požadavky na pozici vedoucího prodeje z tohoto seznamu vyloučeni. Za poslední dvanáctiměsíční rekvalifikační období, které končilo lednem 2011, došlo k rekvalifikaci přibližně 48,9 % způsobilých prodejních lídrů, což představuje zlepšení z 43 % v roce 2009. Na základě těchto skutečností začala společnost vydávat prohlášení „PROHLÁŠENÍ O PRŮMĚRNÉ HRUBÉ ODMĚNĚ VYPLÁCENÉ SPOLEČNOSTÍ HERBALIFE NUTRITION ČLENŮM" (v citaci je odkaz na české prohlášení z roku 2017).
V žalobě v Západní Virginii (Mey vs. Herbalife International, Inc., et al.), která byla podaná 16. července 2003, žalobci tvrdili, že: „Někteří distributoři HLF používali předem připravené telefonní zprávy, spolu s telefonními automaty, ke kontaktování potenciálních zákazníků, čímž došlo k porušení zákona o ochraně spotřebitele". Případ byl vyřešen dohodou s HLF a distributory, kteří měli povinnost zaplatiti 7 milionů dolarů do fondu pro narovnání.
V žalobě u Kalifornského soudu (Minton vs. Herbalife International, et al.), která byla podaná 17. února 2005, žalobce napadl: „marketingové praktiky určitých nezávislých distributorů HLF podle různých státních zákonů“.

## Výsledky hospodaření

### 2019
- Společnost Herbalife Nutrition Ltd. (NYSE: HLF) za druhé čtvrtletí roku 2019 vykázala čistý obrat 1,2 miliardy USD.[89]
- V srpnu byl oznámen pokles akcií společnosti Herbalife poté, co společnost oznámila zklamání ze zisku za druhé čtvrtletí a snížila svůj výhled do budoucna, což předpokládá pokles tržeb za celoroční výsledky. Herbalife je nejnovější společností v oblasti síťového marketingu se sídlem v USA, která prodává výživové produkty v Číně a byla ochromena oficiálním čínským „100-day operation"[90] tohoto odvětví, ke kterému došlo na začátku tohoto roku. Přestože je proces přezkumu nyní dokončen, otázky, které vzneslo u spotřebitelů, se stále dozvídají a poškozují důvěru v odvětví.[91]

## Globální aktivity, události, informace

### 2019
- V září společnost Herbalife Nutrition oznámila, že darovala 1,5 milionu dolarů čínskému programu China Growth and Impact Investment Program. Tento program je součásti Beijing Sport University Education Foundation. Dar byl poskytnut na výzkum výživy a pomoc při rozvoji zimních sportů v Číně. Program rozvoje zimních sportů je klíčovou součástí závazku společnosti Herbalife podporovat „Zdravou Čínu 2030“, resp. vládní iniciativu zaměřenou na zdraví čínských občanů. Jedním z cílů programu je popularizace zimních sportů před pořádáním zimních olympijských her 2022.[92][93]
- V první polovině září došlo k oznámení partnerství Herbalife Nutrition s Tencent, přední čínskou internetovou a technologickou společností.[94] Podle společnosti Herbalife toto partnerství pomůže nezávislým distributorům efektivněji prodávat produkty online. Herbalife Nutrition China propojí své nabídky online a offline se zaměřením na potřeby spotřebitelů a posílí rozvoj podnikání.
- Dne 28. září společnost Herbalife Nutrition oznámila záměr na otevření prvního inovačního centra produktů v Šanghaji.[95][96]
- Počátkem října společnost Herbalife Nutrition Ltd. oznámila jednoleté partnerství s městem Fontana v Kalifornii, aby pomohla snížit výskyt obezity v celém městě.[97]
- 10. října bylo ohlášeno, že paní Rini Sanyal, se stala předsedkyní Indické asociace přímého prodeje (IDSA). Rini Sanyal zastává ve společnosti Herbalife Nutrition pozici Director-Regulatory & Government Affairs.[98]
- Během události World Food Day 2019, tedy Světového dne potravin, který byl sponzorován OSN, resp. Organizaci pro výživu a zemědělství (FAO), společnost Herbalife sdílela tipy, jak omezit plýtvání potravinami, a vyzvala své nezávislé distributory, zaměstnance a více než 7 milionů členů své komunity na sociálních médií, aby přijali opatření k zajištění dostupnosti zdravé a udržitelné stravy.[99]
- Společnost již 21 let spolupracuje s Americkým Červeným křížem.[100]
- Příjmy Herbalife Nutrition Ltd. (NYSE: HLF) za třetí čtvrtletní vzrostly o 0,1 % na 1,2 miliardy USD. S výjimkou Číny se čisté tržby ve srovnání s předchozím rokem zvýšily o 6,1 %.[101]
- Herbalife Nutrition v říjnu oznámila plán nástupnictví v managementu. V březnu 2020 se Dr. John Agwunobi stane generálním ředitelem, John DeSimone prezidentem společnosti. Michael Johnson zůstane předsedou představenstva.[102]
- Společnost Herbalife Nutrition a Proactive Sports plánují prodloužení jejich dlouhodobého partnerství otevřením prvního globálního výkonnostního centra Herbalife Nutrition.[103]
- 13. listopadu bylo oznámeno, že se společnost Herbalife Nutrition připojí ke kampani No Hunger Holidays, prostřednictvím svého partnera neziskové organizace Feed the Children.[104]
- 3. prosince bylo oznámeno, že Herbalife Nutrition jmenovalo Rhondu Vetere do funkce CIO.[105] 4. prosince společnost oznámila, že v Číně otevře 4 nová školící střediska.[106]

### 2020
- 17. únor: Rhonda Vetere, Chief Information Officer, popsala svou strategii práce v Herbalife Nutrition, v oblasti integrace IT, obchodu a vedení.[107]
- 19. únor: Společnost ohlásila tržby 4,9 miliardy USD, tedy 3% nárůst oproti roku 2018.[108] Předseda představenstva a generální ředitel Michael Johnson to označil jako výsledek „relativně plochý". Prodej ve 4. čtvrtletí 2019 vzrostl o 2,8 %. Podle regionů pak: Asia Pacific: čistý prodej 330,4 milionu USD, nárůst o 17,8 % od roku 2018; EMEA: čistý prodej 241,1 USD, nárůst o 3,5 % od roku 2018; Severní Amerika: čistý prodej 233,6 USD, nárůst o 8,9 % od roku 2018; Mexiko: čistý prodej 116,6 USD, nárůst o 1,8 % od roku 2018; Čína: čistý prodej 205,9 $, pokles o 15,0 % od roku 2018; Jižní a střední Amerika: čistý prodej 92,7 USD, pokles o 9,1 % od roku 2018.[109] K 30. březnu 2020 odejde z funkce CEO a generálního ředitele po 17 letech Michael Johnson, nahradí jej John O. Agwunobi,[110] který je vzděláním pediatr, bývalý vládní úředník a bývalý náměstek (2005–2007) ministra Amerického Ministerstva zdravotnictví a sociálních služeb. Jeho zkušenosti zahrnují klinickou péči, řízení péči, zdravotní politiku, státní a federální veřejné zdraví, maloobchodní lékárenské operace a poskytování lékařských služeb. Od roku 2007 do roku 2014 byl viceprezidentem společnosti Walmart Stores, Inc. a předsedou maloobchodního řetězce se sortimentem zdravotních a wellness produktů, a obratem ve výši 30 miliard USD.[111] Ve Walmartu byl zodpovědný za řetězec 4 000 maloobchodních, speciálních a zásilkových lékáren.[112]

## Vyšetřování a skandály

### Obvinění z pyramidového schématu
Vyšetřování komise FTC a soudní spory byly vyřešeny v roce 2004 vyrovnáním. Kdy došlo k odškodnění 8 700 bývalých a současných distributorů, kteří obvinili společnost a nadřízené distributory že: „v podstatě provozují pyramidové schéma“. Celkem bylo vyplaceno 6 milionů dolarů, přičemž obžalovaní nepřiznali vinu.
Obchodní soud v Bruselu, v listopadu 2011 rozhodl, že HLF je nezákonným pyramidovým systémem. Společnost podala dne 8. března 2012 odvolání. Dne 3. prosince 2013 belgický odvolací soud zrušil rozhodnutí nižšího soudu.

### Akcie HLF a spekulace na pokles ceny

#### David Einhorn
1. května 2012 se známý obchodník krátkých prodejů David Einhorn, zeptal vedení společnosti HLF na otázku výsledků za první čtvrtletí 2012, čímž byl v podezření, že měl nakoupeny tzv. krátké pozice. Tato podezření se potvrdila v lednu 2013, kdy sdělil investorům, že měl nakoupeny krátké pozice HLF až do konce roku 2012.

#### Bill Ackman

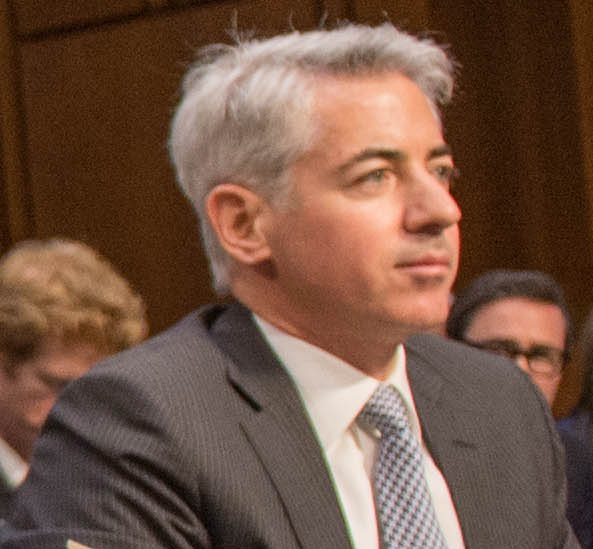
Bill Ackman

Dne 20. prosince 2012, Bill Ackman (Pershing Square Capital) prezentoval sérii argumentů, kdy zdůvodnil proč on a jeho firma věřili, že HLF provozovala „důmyslné pyramidové schéma” a tvrdil, že její akcie spadnou na nulu. Společnost Billa Ackmana údajně po vlastním ročním vyšetřování tvrdila, že většina distributorů ztrácí v tomto podnikání peníze, že šance na získání pasívního příjmu, má jen jeden z pěti tisíc, a že společnost nadhodnocuje maloobchodní prodej svých distributorů a podceňuje jejich náklady na nábor.
Na konferenci investorů v lednu 2013 společnost HLF zveřejnila výsledky průzkumu, který zpracovala analytická společnost Nielsen Research International, který ukazoval, že 73 procent distributorů HLF nikdy nezamýšlelo vydělávat peníze opětovným prodejem produktů. Místo toho chtěli nakupovat produkty se slevou pro osobní použití. Aby byl tento rozdíl jasnější, společnost ve svém prohlášení o příjmech z června 2013 uvedla, aby se začalo odkazovat na tyto kupující se slevou jako na „členy“ a nikoli na „distributory“.
Podle řady finančních komentátorů, Ackman vsadil zhruba 1 miliardu dolarů proti společnosti HLF. Brzy po jeho poznámkách k tisku, se cena akcií snížila tak, že by Ackman vydělal 300 milionů dolarů, kdyby zavřel svou krátkou pozici. Několik měsíců po Ackmanově počátečním komentáři vyvrátil miliardář a investor Carl Icahn Ackmanovu poznámku o veřejné popravě v národní televizi. Krátce nato Icahn koupil akcie HLF. Postupně, jak Icahn pokračoval v nakupování akcií, jejich cena rostla. Do května 2013 vlastnila společnost Carla Icahna 16,5% společnosti. Tento podíl se do listopadu 2013 snížil na 6,4%. Ackman uznal ztrátu 400-500 milionů dolarů v listopadu 2013.
Do 2. prosince 2014 ceny akcií klesly téměř o 50 % na 42,08 dolarů z 8. ledna na 8,4. Později v tomto měsíci, společnost Pershing Square Capital, zveřejnila záznam z roku 2005, ze školení distributorů HLF, kde se uváděla vysoká míra ziskovosti. Společnost Billa Ackmana naznačovala, že tento obchodní model společnosti HLF je dlouhodobě neudržitelný. Podle nejmenovaného zdroje z New York Post, bylo video již dříve předáno federálnímu vyšetřovatel. V rozhovoru pro Bloomberg News Ackman předpověděl, že společnost zažije v roce 2015 nebo začátkem roku 2016 „implozi“, uvedl to s odvoláním na federální úřad pro kontrolu.
V březnu 2015 federální prokurátoři a FBI odhalili, že vyšetřují zda: „Jednotlivci, kteří by mohli být placeni společnosti Billa Ackmana, neučinili, nebo učinili nepravdivá prohlášení o obchodním modelu HLF, vůči regulátorům a dalším subjektům, aby tak snížili cenu akcií společnosti HLF a ovlivnili také patřičné orgány, aby provedli následná vyšetřování."
V listopadu 2017 Bill Ackman uzavřel svou krátkou pozici poté, co akcie HLF v průběhu roku vzrostly o 51 procent V březnu 2018, The Wall Street Journal oznámil, že Ackman „z velké části opustil" svou sázku proti společnosti HLF. Media uvedly, že sázka proti HLF stála jeho společnost stovky milionů dolarů a poškodila důvěru investorů v jeho hedgový fond.

### Vyšetřování FTC
Na základě zákona o přístupu k informacím (Freedom of Information Act, FOIA) dne 4. února 2013 informoval New York Post, že společnost HLF podléhá kontrole Federální obchodní komise (FTC). FTC vydalo zprávu o 729 stranách, obsahujících 192 stížností obdržených v průběhu 7 let. FTC uvedl, že formulace, kterou použil ve své odpovědi na žádost FOIA, byla nesprávná; protože FTC nemohl potvrdit, nebo vyvrátit informaci o vyšetřování HLF.
V březnu 2014 zahájila FTC vyšetřování HLF v reakci na výzvy spotřebitelských skupin a členů obou komor Kongresu. HLF odpověděla na vyšetřování takto: „Vítáme šetření vzhledem k obrovskému množství dezinformací na trhu a budeme plně spolupracovat s FTC. Jsme přesvědčeni, že společnost HLF dodržuje všechny platné zákony a předpisy."
V červenci 2016 HLF souhlasila se změnou svého obchodního modelu a zaplatila 200 milionů dolarů dle dohody s FTC. Po kontrole byly v lednu 2017 zaslány náhrady zhruba 350 000 distributorům HLF.
Žaloba tvrdila, že HLF oklamala spotřebitele, aby uvěřil, že si může zajistit značný příjem z obchodních příležitostí HLF, nebo „velké peníze" z maloobchodního prodeje produktů společnosti. Kromě toho stížnost naznačila, že jeden ze základních principů obchodního modelu HLF podněcuje distributory k nákupu výrobků a k náboru jiných, aby i oni mohli nakupovat „pozice" a nakupovat výrobky, a aby tak mohli postupovat v marketingovém programu společnosti. Vše se mělo dít jinak, než v reakci na skutečnou poptávku spotřebitelů. Tato nekalá praxe byla v rozporu se zákonem.

### Pokuta od Securities Exchange Commission
Společnost Herbalife musela v září 2019 zaplatit pokutu ve výši 20 miliónů USD v souvislosti s uvedením nepřesných informací o kompenzačním plánu na čínském trhu. Prošetřováno bylo období 2012–2018. „Společnost Herbalife připravila investory o cenné informace nezbytné k vyhodnocení rizika a kvalifikovanému investičnímu rozhodování,“ uvedl Marc P. Berger, ředitel newyorské regionální pobočky SEC. „Při zveřejňování informací investorům musí emitenti zajistit, aby tato zveřejnění byla přesná.“

## POP kultura
V dubnu 2016 měl na filmovém festivalu Tribeca Film Festival premiéru dokumentární film Betting on Zero režiséra Teda Brauna. Film zkoumal obvinění burzovního obchodníka Billa Ackmana, že společnost byla vlastně pyramidové schéma s osobní příběhy distributorů společnosti, kteří přišli o své životní úspory. Hilary Rosen, demokratická lobbistka, kritizovala důvěryhodnost festivalu, poté co tvrdila, že film byl „vlastně financován" společností Billa Ackmana, aby mu pomohl.
V roce 2016 v televizním pořadu Last Week Tonight with John Oliver se moderátor zaměřil na společnost HLF, když kriticky zhodnotil obchodní model a citoval zprávu FTC, která naznačovala, že v některých případech mohlo dojít k porušení zákona. John Oliver kritizoval HLF za zneužívání tzv. latino komunit, a nadhodnocení zdravotních přínosů produktů. Jeden z recenzentů pořadu napsal, že celá diskuze v pořadu byla založena na filmu Betting on Zero, ale nezpůsobila žádný výrazný pokles hodnoty akcií společnosti.
V roce 2018 vyšla kniha When The Wolves Bite: Two Billionaires, One Company, and an Epic Wall Street Battle, od Scott Wapner, kde autor rozebírá Ackmanovo obchodování na krátko, dočasné držení akciového podílu společnosti a jeho finanční bitvě s Carlem Icahnem. Wapner v knize charakterizuje Ackmanovo rozhodnutí vsadit vše proti společnosti HLF jako velmi riskantní.